# Rhynchochondria longa
Rhynchochondria longa is een eenoogkreeftjessoort uit de familie van de Chondracanthidae. De wetenschappelijke naam van de soort is voor het eerst geldig gepubliceerd in 1967 door Ho.